# Richard Adelbert Lipsius

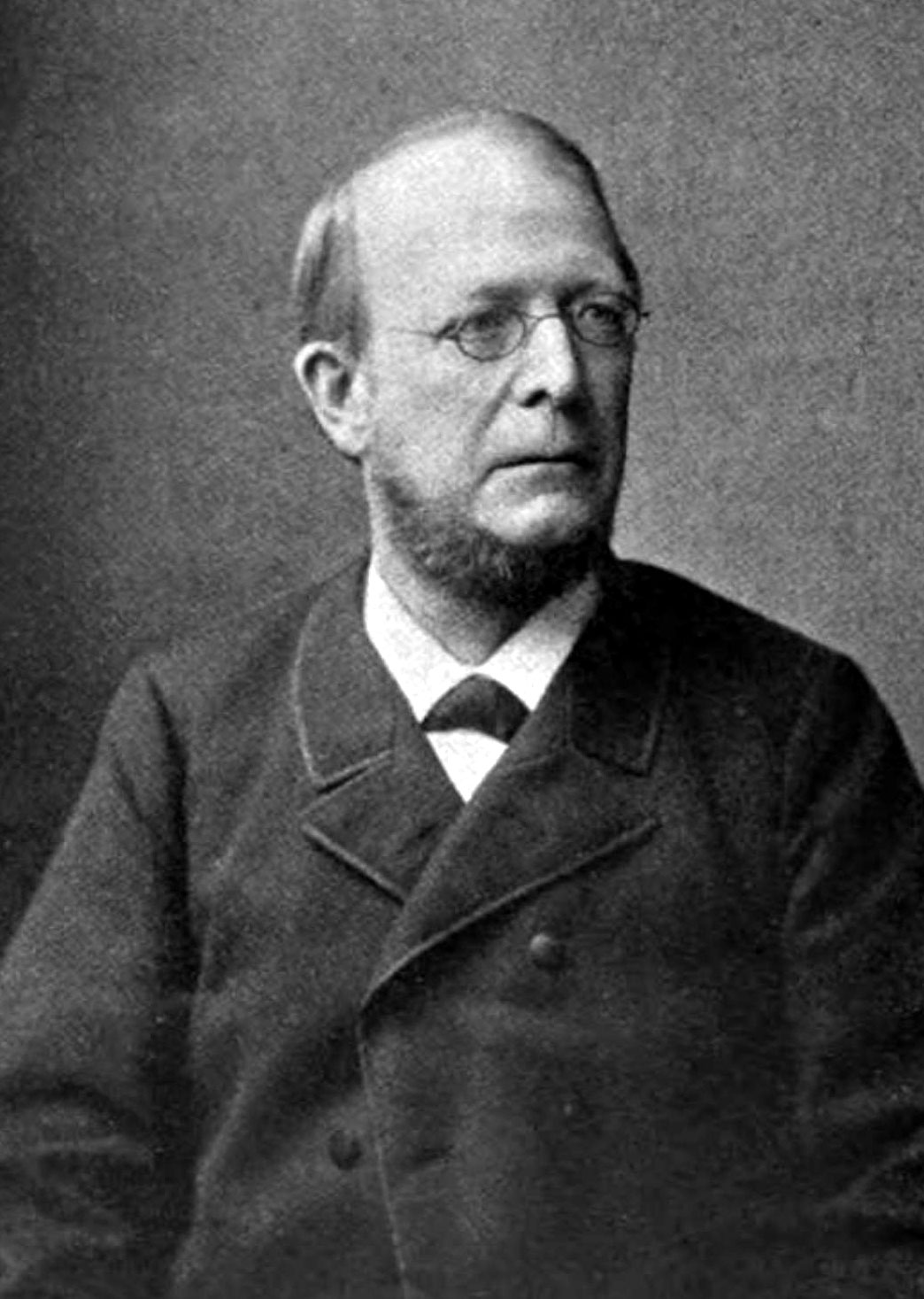
Richard Adelbert Lipsius

Richard Adelbert Lipsius (* 14. Februar 1830 in Gera; † 19. August 1892 in Jena) war ein deutscher evangelischer Theologe.

## Leben
Richard Adelbert Lipsius entstammte einer evangelischen Pfarrerfamilie: Sein Urgroßvater war der Pfarrer im niederlausitzischen Gießmannsdorf Magister Christian Gottlob Lipsius (1740–1810), sein Großvater Magister Adolf Gottfried Wilhelm Lipsius (-1841) war Pfarrer in Bernstadt. Seine Eltern waren der spätere Rektor der Thomasschule zu Leipzig Karl Heinrich Adelbert Lipsius und dessen Ehefrau Juliane Molly Rost († 21. Juli 1842 in Leipzig), Tochter von Friedrich Wilhelm Ehrenfried Rost. Aus der Ehe seiner Eltern stammten auch die Brüder Justus Hermann Lipsius und Johannes Wilhelm Konstantin Lipsius sowie die Schwester Ida Marie Lipsius.
Nach einer Vorbildung 1836 auf der Privatschule des Dr. Hander in Leipzig, sowie zwischenzeitlicher Weiterbildung bei seinem Großvater in Bernstadt, besuchte Lipsius ab dem 11. Oktober 1841 die Leipziger Thomasschule. Unter der Leitung von Johann Gottfried Stallbaum, Johann Christian Jahn und seinem Vater bildete er seine Wissensgrundlagen weiter fort. Am 13. Mai 1848 immatrikulierte sich Lipsius an der Universität Leipzig für ein Studium der Theologie.
Hier wurden Johann Georg Benedikt Winer (* 13. April 1789 in Leipzig; † 12. Mai 1858 ebd.) Christian Wilhelm Niedner, August Ludwig Gottlob Krehl (* 2. Februar 1784 in Eisleben; † 14. August 1855 in Leipzig), Johann Christian Friedrich Tuch, Karl Gottfried Wilhelm Theile, Rudolph Angerer (* 2. Juni 1806 in Dresden; † 10. Oktober 1866 in Bad Elster), Gustav Adolf Fricke und Karl Theodor Albert Liebner seine prägenden Lehrer. Lipsius wurde zu seiner Studienzeit zudem Mitglied der Burschenschaft Hermunduria. 1851 absolvierte er sein theologisches Kandidatenexamen und wurde 1853 mit der Dissertation Die paulinische Rechtfertigungslehre zum Doktor der Philosophie promoviert. Es folgte 1853 das Lizenziat der Theologie und 1855 die Habilitation über den Ersten Clemensbrief (De Clementis Romani epistola ad Corinthios priore disquisitio) als Privatdozent. Ab 1856 predigte er als Frühprediger an der Universitätskirche St. Pauli in Leipzig. Nachdem er 1858 die Ehrendoktorwürde der Theologie von der Universität Jena erhalten hatte, wurde er 1859 außerordentlicher Professor der Theologie in Leipzig. Von 1861 bis 1865 war Lipsius ordentlicher Professor für Dogmatik an der Universität Wien, wurde während der Zeit 1863 zum Mitglied des k. k. Unterrichtsrat ernannt und vertrat 1864 die dortige theologische Fakultät auf der ersten österreichischen Generalsynode.
Nachdem er sich in Wien am Aufbau einer liberalen Kirchenverfassung beteiligt hatte und sich gegen den dortigen Studienzwang eingesetzt hatte, folgte er 1865 einem Ruf als Professor für Systematische Theologie an die Universität Kiel. Nachdem er in Kiel durch verschiedene Maßregelungen eingeschränkt wurde, zog er 1871 als Professor für neutestamentliche Exegese und Systematische Theologie an die Universität Jena. Außerdem wirkte er im Sommersemester 1877 als Rektor der Alma Mater an den organisatorischen Aufgaben der Salana, war Direktor des theologischen Seminars und erhielt den Titel eines Geheimen Kirchenrats. Er war ein Vertreter der Religionsphilosophie und der Historischen Theologie. 1875 war er Mitherausgeber der Jahrbücher für protestantische Theologie und 1886 des Theologischen Jahresberichts. 1886 gründete er den Evangelischen Bund und 1884 den Allgemeinen Evangelisch-Protestantischen Missionsverein. Er war Mitglied des Gustav Adolf Vereins, Vorsitzender der Prüfungskommission der Kandidaten des höheren Schulamts, Mitglied des Vorstands des Lutherfestspielvereins und 1877 Vorsitzender des Vereins für Thüringische Geschichte und Alttumskunde.
Aus seiner in Leipzig geschlossenen Ehe mit Laura Parchwitz (* Breslau) stammt der Sohn Friedrich Reinhard Lipsius, welcher Professor für Philosophie wurde.

## Veröffentlichungen
- Otto Baumgarten: Chronologisches Verzeichnis der literarischen Publicationen  von R. A. Lipsius. In: Lehrbuch der evangelisch-protestantischen Dogmatik. Bedeutend umgearbeitet, mit einem Verzeichnis der Veröffentlichungen u. herausgegeben von Otto Baumgarten. Dritte Auflage, Schwetschke, Braunschweig 1893, S. 870–883, Online.
- Die paulinische Rechtfertigungslehre unter Berücksichtigung einiger verwandten Lehrstücke nach den vier Hauptbriefen des Apostels.  Mit einem Vorwort von Karl Theodor Albert Liebner. Hinrichs'sche Buchhandlung, Leipzig 1853, Online.
- De Clementis Romani epistola ad Corinthos priore disquisitio. F. A. Brockhaus, Leipzig 1855, Online.
- Ueber die Echtheit der syrischen Rezension der ignatianischen Briefe. 1856.
- Ueber das Verhältniss des Textes der drei syrischen Briefe des Ignatios zu den übrigen Rezensionen der Ignatianischen Literatur. F. A. Brockhaus, Leipzig 1859, Online.
- Der Gnostizismus, sein Wesen, Ursprung und Entwicklungsgang.  F. A. Brockhaus, Leipzig 1860, Online.
- Zur Quellenkritik des Epiphanios. Wilhelm Braumüler, Wien 1865, Online.
- Die Osterbotschaft eine Friedensbotschaft. Predigt über Apotelgeschischte 10, v. 34-41 am Ostermontage in der St. Nikolaikirche in Kiel gehalten. Kiel 1866.
- Die Papstverzeichnisse des Eusebius und der von ihm abhängigen Chronisten kritisch untersucht. (= Schriften der Universität Kiel, Band 15). Akademische Festschrift. Schwers'sche Buchhandlung, Kiel 1869, Online.
- Chronologie der römischen Bischöfe bis zur Mitte des vierten Jahrhunderts. Schwers'sche Buchhandlung, Kiel 1869, Online.
- Glaube und Lehre. Theologische Streitschriften. Schwers'sche Buchhandlung, Kiel und Hadersleben 1871, Online.
- Die Pilatus-Acten. Kritisch untersucht. Schwers'sche Buchhandlung, Kiel 1871, Online.
- Glauben und Wissen. Ausgewählte Vorträge und Aufsätze. Schwetschke und Sohn, Berlin 1897.[2]
- Die Quellen der römischen Petrus-Sage kritisch untersucht. Schwers'sche Buchhandlung, Kiel 1872, Online.
- Über den Ursprung und ältesten Gebrauch des Christennamens. Neuenhahn, Jena 1873, Online.
- Die Simon-Sage. Hirzel, Leipzig 1874.
- Die Quellen der ältesten Ketzergeschichte neu untersucht. Johann Ambrosius Barth, Leipzig 1874, Online.
- Lehrbuch der evangelisch-protestantischen Dogmatik. Schwetschke, Braunschweig 1876, Online.
  - Zweite Auflage: Lehrbuch der evangelisch-protestantischen Dogmatik. Schwetschke, Braunschweig 1879, Online.
  - Dritte Auflage: Lehrbuch der evangelisch-protestantischen Dogmatik. Bedeutend umgearbeitet, mit einem Verzeichnis der Veröffentlichungen u. herausgegeben von Otto Baumgarten. Schwetschke, Braunschweig 1893, Online.
- Schleiermacher und die Romantik. 1876
- Die Gottesidee. 1877
- Dogmatische Beiträge zur Vertheidigung und Erläuterung meines Lehrbuchs. Leipzig 1878
- Die göttliche Weltregierung. Ein Vortrag. 1878
- Des Kulturkampfes Ende. 1878
- Die Edessenische Abgarsage, kritisch untersucht. 1880 (Online, weiteres Digitalisat)
- Die letzten Gründe der religiösen Gewissheit. Ein Vortrag. 1880
- Die Bedeutung des Historischen im Christenthum. 1881
- Die apocryphen Apostelgeschichten und Apostellegenden. Ein Beitrag zur altchristlichen Literaturgeschichte Erster Band. 1883 (Online)
- Die apokryphen Apostelgeschichten und Apostellegenden. Zweiter Band, erste Hälfte. 1894 (Online)
- Die apokryphen Apostelgeschichten und Apostellegenden. Zweiter Band, zweite Hälfte.  1884
- Philosophie und Religion. Neue Beiträge zur wissenschaftlichen Grundlegung der Dogmatik. 1885
- Zehn Jahre preussisch-deutscher Kirchenpolitik. 1887
- In welcher Form sollen wir den heidnischen Kulturvölkern das Evangelium bringen? 1887
- Die Ritschl'sche Theologie. Vortrag auf dem Thüringer Kirchentag zu Hildburghausen. Leipzig 1888
- Die Hauptpunkte der christlichen Glaubenslehre, im Umrisse dargestellt. Braunschweig 1889
- Unser gemeinsamer Glaubensgrund im Kampf gegen Rom. 1889
- Die apokryphen Apostelgeschichten und Apostellegenden. Ergänzungsheft. 1890 (Online)
- Acta apostolorum apocrypha. 1891 (Online;  partis alterius volumen prius Online)
- Hand-Commentar zum NT. Bearbeitet von Holtzmann, Lipsius, Schmiedel und von Soden. Zweiter Band, zweite Abtheilung: Die Briefe an die Galater, Römer, Philipper. 1891
- Luthers Lehre von der Buße. Braunschweig 1892